# 白毛红山茶
白毛红山茶（学名：Camellia albovilosa）为山茶科山茶属的植物。分布在中国大陆的云南等地，生长于海拔1,200米的地区，多生于山地，目前尚未由人工引种栽培。